# Bioramix freudei
Bioramix (Bioramix) freudei – gatunek chrząszcza z rodziny czarnuchowatych i plemienia Platyscelidini.

## Taksonomia
Gatunek ten został opisany w 1970 roku przez Zoltána Kaszaba. Jego epitet gatunkowy nadano na cześć Heinza Freude. L. W. Egorow w 2004 roku umieścił go w nomiantywnym podrodzaju rodzaju Bioramix, a w obrębie niego do sekcji I, obejmującej gatunki hindukuskie.

## Rozprzestrzenienie i ekologia
Odnotowano, że w skład pożywienia tego chrząszcza wchodzą prostoskrzydłe.
Chrząszcz palearktyczny, wykazany z Afganistanu i Iranu. W Iranie jest jednym z niewielu znanych przedstawicieli swojego plemienia i odnotowany został z ostanu Mazandaran.